# The Roots: Gates of Chaos
The Roots: Gates of Chaos — компьютерная игра, разработанная Cenega Publishing и предназначенная для работы на телефоне-консоли Nokia N-Gage. Игра представляет собой смесь экшена и ролевой компьютерной игры и выпущена 15 августа 2005 года.
«The Roots: Gates of Chaos» содержит как однопользовательский, так и многопользовательский режимы игры. Мультиплеер поддерживает до четырёх человек включительно, связь реализована через Bluetooth.